# Betsham
Betsham – wieś w Anglii, w hrabstwie Kent, w dystrykcie Dartford. Leży 23 km na północny zachód od miasta Maidstone i 32 km na wschód od centrum Londynu.